# Česko Slovenská Superstar
Česko Slovenská Superstar – międzynarodowa edycja popularnego programu typu talent show Idol, produkowana przez dwa kraje: Czechy oraz Słowację. Program jest kontynuacją krajowych wersji formatu – Česko hledá SuperStar oraz Slovensko hľadá SuperStar, które doczekały się 3 edycji w swoich krajach. Program był emitowany przez stację TV Nova w Czechach oraz Markíza na terenie Słowacji, te same stacje emitowały lokalne wersje programu.
Aby zagwarantować równe szanse uczestnikom, każdy z krajów ma tyle samo – po 6 miejsc w finałowej 12 osób.

## Sezon 1
Pierwszy sezon miał premierę 6 września 2009 roku, widzowie mogli oglądać relację z czterech castingów przeprowadzonych w Pradze, Brnie, Bratysławie i Koszycach. Udział w letnich castingach wzięło 11 575 osób. Do kolejnego etapu – Divadlo zakwalifikowało się 120 osób, spośród nich jury wyłoniło półfinałową 24. W ciągu 3 półfinałowych weekendów (mężczyźni w sobotnie wieczory, kobiety w niedzielne wieczory) wyselekcjonowano finałową 12 osób (po 3 mężczyzn oraz po 3 kobiety z każdego kraju). W półfinałach widzowie mogli głosować tylko na uczestników ze swojego kraju, zrezygnowano z tej zasady w finałowych odcinkach. 20 grudnia 2009 roku odbył się finał pierwszej edycji, zwycięzcą został Czech – Martin Chodúr. Głosować można było przez tydzień, przed finałowym odcinkiem oraz w czasie jego trwania, w tym zarejestrowano 1 272 853 oddanych głosów za pośrednictwem SMS.

### Obsada

#### Prowadzący
- Leoš Mareš (Česko hledá SuperStar 2006)
- Adela Banášová (Slovensko hľadá SuperStar 2004–2007)

#### Jury
- Ondřej Hejma (Česko hledá SuperStar 2004–2006), muzyk
- Marta Jandová (po raz pierwszy w Jury), wokalistka zespołu Die Happy
- Paľo Habera (Slovensko hľadá SuperStar 2004–2007), producent, muzyk
- Dara Rolins (Slovensko hľadá SuperStar 2007), piosenkarka

### Odcinki

#### TOP 12: „My Idol”
| Uczestnik          | Piosenka                                   |
| ------------------ | ------------------------------------------ |
| Dominika Stará     | Kim Wilde – You Came                       |
| Ben Cristovao      | Justin Timberlake – My Love                |
| Thomas Puskailer   | Madcon – Beggin’                           |
| Monika Bagárová    | Aretha Franklin – I Say a Little Prayer    |
| Nikoleta Balogová  | Beyoncé – Listen                           |
| Paulína Ištvancová | Michael Jackson – Black or White           |
| Denis Lacho        | James Morrison – You Give Me Something     |
| Leona Šenková      | Pink – Just Like a Pill                    |
| Markéta Konvičková | Natasha Bedingfield – I Bruise Easily      |
| Martin Chodúr      | Elvis Presley – A Little Less Conversation |
| Jan Bendig         | Mariah Carey – Hero                        |
| Miroslav Šmajda    | Led Zeppelin – Stairway to heaven          |

#### TOP 10: „Big Band / Orchestra”
| Uczestnik          | Piosenka                                        |
| ------------------ | ----------------------------------------------- |
| Dominika Stará     | Marika Gombitová – Vyznanie                     |
| Ben Cristovao      | Frank Sinatra – Fly me to the moon              |
| Monika Bagárová    | Carole King – You’ve Got a Friend               |
| Paulína Ištvancová | Amy Winehouse – Valerie                         |
| Denis Lacho        | Gene Kelly – Singing in the rain                |
| Leona Šenková      | Marta Kubišová – Modlitba pro Martu             |
| Markéta Konvičková | Shirley Bassey – (Where Do I Begin?) Love Story |
| Martin Chodúr      | Michael Bublé – Feeling good                    |
| Jan Bendig         | Ben E. King – Stand by me                       |
| Miroslav Šmajda    | Elán – Voda čo ma drží nad vodou                |

#### TOP 8: „Madonna&Michael Jackson”
| Uczestnik       | Piosenka                                |
| --------------- | --------------------------------------- |
| Dominika Stará  | Madonna – Like a Virgin                 |
| Ben Cristovao   | Madonna – Don’t Tell Me                 |
| Monika Bagárová | Madonna – This Used To Be My Playground |
| Denis Lacho     | Michael Jackson – You Are Not Alone     |
| Leona Šenková   | Michael Jackson – Beat It               |
| Martin Chodúr   | Michael Jackson – Billie Jean           |
| Jan Bendig      | Michael Jackson – Heal The World        |
| Miroslav Šmajda | Michael Jackson – Dirty Diana           |

#### TOP 7: „Rock”
| Uczestnik       | Piosenka                               |
| --------------- | -------------------------------------- |
| Dominika Stará  | Sinéad O’Connor – Nothing Compares 2 U |
| Ben Cristovao   | Lenny Kravitz – American Woman         |
| Monika Bagárová | Katy Perry – Hot n Cold                |
| Denis Lacho     | Jon Bon Jovi – Always                  |
| Martin Chodúr   | Aerosmith – Crazy                      |
| Jan Bendig      | Queen – Don’t Stop Me Now              |
| Miroslav Šmajda | Deep Purple – Smoke On the Water       |

#### TOP 6: „Karel Gott&Duets”
| Uczestnik                        | Piosenka                                                      |
| -------------------------------- | ------------------------------------------------------------- |
| Dominika Stará                   | Karel Gott – Lásko má                                         |
| Monika Bagárová                  | Karel Gott – Už z hor zní zvon                                |
| Denis Lacho                      | Karel Gott – Včelka Mája                                      |
| Martin Chodúr                    | Karel Gott – Oči sněhem zaváté                                |
| Jan Bendig                       | Karel Gott – Cesta rájem                                      |
| Miroslav Šmajda                  | Karel Gott – C’est la vie                                     |
| Miroslav Šmajda & Dominika Stará | Ronan Keating & Lulu – We’ve Got Tonight                      |
| Martin Chodúr & Jan Bendig       | George Michael & Elton John – Don’t Let the Sun Go Down on Me |
| Monika Bagárová & Denis Lacho    | Luther Vandross & Mariah Carey – Endless Love                 |

#### TOP 5: „MTV”
| Uczestnik       | Piosenka 1                         | Piosenka 2                              |
| --------------- | ---------------------------------- | --------------------------------------- |
| Dominika Stará  | Avril Lavigne – Complicated        | Eric Clapton – Tears in Heaven          |
| Monika Bagárová | Beyoncé – Sweet Dreams             | Alicia Keys – Fallin’                   |
| Martin Chodúr   | R.E.M. – Everybody Hurts           | Lenny Kravitz – Are You Gonna Go My Way |
| Jan Bendig      | A-ha – Take On Me                  | Annie Lennox – Why                      |
| Miroslav Šmajda | Justin Timberlake – Cry Me a River | Guns N’ Roses – Welcome to the Jungle   |

#### TOP 4: „Michal David&FilmandMusicalhits”
| Uczestnik       | Piosenka 1                              | Piosenka 2                                      |
| --------------- | --------------------------------------- | ----------------------------------------------- |
| Dominika Stará  | Michal David – Děti ráje                | Barbra Streisand – Memory                       |
| Martin Chodúr   | Michal David – Každý mi tě lásko závidí | West Side Story – Maria                         |
| Jan Bendig      | Michal David – Discopříběh              | Celine Dion – My Heart Will Go On               |
| Miroslav Šmajda | Michal David – Je to blízko             | Queen – We Are the Champions & We Will Rock You |

#### TOP 3: „Richard Müller& unplugged”
| Uczestnik       | Piosenka 1                              | Piosenka 2                           | Piosenka 3            |
| --------------- | --------------------------------------- | ------------------------------------ | --------------------- |
| Dominika Stará  | Richard Müller – Štěstí je krásná věc   | Richard Müller – Tlaková níž         | Heart – Alone         |
| Martin Chodúr   | Richard Müller – Rozeznávam             | Richard Müller – Cigaretka na 2 ťahy | Lady Gaga – Paparazzi |
| Miroslav Šmajda | Richard Müller – Srdce jako kníže Rohan | Richard Müller – Nebude to ľahké     | Aerosmith – Dream On  |

#### TOP 2: „Veľké finále”
| Uczestnik       | Piosenka 1                | Piosenka 2                                   | Piosenka 3                      |
| --------------- | ------------------------- | -------------------------------------------- | ------------------------------- |
| Martin Chodúr   | Robbie Williams – Supreme | Marvin Gaye – Heard It Through The Grapevine | Frank Sinatra – White Christmas |
| Miroslav Šmajda | Karel Gott – C’est la vie | Alter Bridge – Watch Over You                | Wham! – Last Christmas          |

### Lista eliminacji
| Poziom:  | Poziom:              | Półfinały | Półfinały | Półfinały | Finały | Finały | Finały | Finały | Finały | Finały | Finały | Finały | Finały    | Finały | Finały |
| Tydzień: | Tydzień:             | 10/5      | 10/12     | 10/19     | 10/26  | 11/2   | 11/9   | 11/16  | 11/23  | 11/30  | 12/7   | 12/14  | 12/20     |        |        |
| Miejsce  | Uczestnik            | Wynik     | Wynik     | Wynik     | Wynik  | Wynik  | Wynik  | Wynik  | Wynik  | Wynik  | Wynik  | Wynik  | Wynik     | Wynik  | Wynik  |
| 1        | Martin Chodúr        |           |           |           |        |        |        | Btm 3  |        |        |        |        | Zwycięzca |        |        |
| 2        | Miroslav Šmajda      |           |           |           | Btm 4  |        | Btm 4  |        |        |        | Btm 2  | Btm 2  | Elim      |        |        |
| 3        | Dominika Stará       |           |           |           |        |        | Btm 2  |        |        |        |        | Elim   |           |        |        |
| 4        | Jan Bendig           |           |           |           |        |        |        |        | Btm 2  | Btm 2  | Elim   |        |           |        |        |
| 5        | Monika Bagárová      |           |           |           | Btm 3  | Btm 4  |        |        | Btm 3  | Elim   |        |        |           |        |        |
| 6        | Denis Lacho          |           |           |           |        | Btm 3  | Btm 3  | Btm 2  | Elim   |        |        |        |           |        |        |
| 7        | Ben Cristovao        |           | Btm 2     | Btm 2     |        | Btm 5  |        | Elim   |        |        |        |        |           |        |        |
| 8        | Leona Šenková        |           |           |           |        |        | Elim   |        |        |        |        |        |           |        |        |
| 9-10     | Markéta Konvičková   |           |           | Btm 2     |        | Elim   |        |        |        |        |        |        |           |        |        |
| 9-10     | Paulína Ištvancová   |           |           |           |        | Elim   |        |        |        |        |        |        |           |        |        |
| 11-12    | Nikoleta Balogová    |           | Btm 2     | Btm 2     | Elim   |        |        |        |        |        |        |        |           |        |        |
| 11-12    | Thomas Puskailer     |           |           | Btm 2     | Elim   |        |        |        |        |        |        |        |           |        |        |
| 13-16    | Aneta Galisová       |           | Btm 2     | Elim      |        |        |        |        |        |        |        |        |           |        |        |
| 13-16    | Marek Lacko          | Btm 2     | Btm 2     | Elim      |        |        |        |        |        |        |        |        |           |        |        |
| 13-16    | Leo Machala          | Btm 2     |           | Elim      |        |        |        |        |        |        |        |        |           |        |        |
| 13-16    | Karolína Majerníková |           |           | Elim      |        |        |        |        |        |        |        |        |           |        |        |
| 17-20    | René Bošeľa          |           | Elim      |           |        |        |        |        |        |        |        |        |           |        |        |
| 17-20    | Adriana Kopecká      | Btm 2     | Elim      |           |        |        |        |        |        |        |        |        |           |        |        |
| 17-20    | Ahmad Hedar          |           | Elim      |           |        |        |        |        |        |        |        |        |           |        |        |
| 17-20    | Lucia Lancošová      | Btm 2     | Elim      |           |        |        |        |        |        |        |        |        |           |        |        |
| 21-24    | Deborah Kahl         | Elim      |           |           |        |        |        |        |        |        |        |        |           |        |        |
| 21-24    | Ján Ločaj            | Elim      |           |           |        |        |        |        |        |        |        |        |           |        |        |
| 21-24    | Dominika Maščuchová  | Elim      |           |           |        |        |        |        |        |        |        |        |           |        |        |
| 21-24    | Lukáš Michna         | Elim      |           |           |        |        |        |        |        |        |        |        |           |        |        |

## Sezon 2
Castingi do 2 edycji programu odbyły się w zimie 2010 roku. Podobnie do pierwszej edycji castingi odbyły się w czterech miastach – Brno, Bratysława, Koszyce oraz Praga. Liczba chętnych ponownie przekroczyła 11 tysięcy osób. 100 osób zakwalifikowało się do kolejnego etapu, który odbywał się w Miejskim Domie Reprezentacyjnym w Pradze. Tam wyselekcjonowano 80, osób, a z nich wyłoniono półfinałową 24. Pierwszy odcinek drugiej edycji wyemitowano 20 lutego 2011 roku, natomiast odcinek finałowy był nadawany na żywo 6 czerwca 2011 roku. Spośród nadesłanych głosów w finałowym odcinku 51,7% zdobył zwycięzca – Słowak Lukáš Adamec, jego konkurentka, Czeszka – Gabriela Gunčíková zdobyła 48,3% głosów.

### Obsada

#### Prowadzący
- Leoš Mareš (Česko hledá SuperStar 2006, Česko Slovenská SuperStar 2009)
- Martina Csillagová, słowacka piosenkarka, znana pod pseudonimem Tina

#### Jury
- Helena Zaťová, czeska piosenkarka
- Rytmus, znany również w Polsce, słowacki muzyk hip-hopowy
- Paľo Habera (Slovensko hľadá SuperStar 2004-07, Česko Slovenská SuperStar 2009), producent, muzyk
- Gabriela Osvaldová, czeska aktorka oraz autorka tekstów

### Odcinki

#### TOP 12: „Môj idol”
| Uczestnik           | Piosenka                              |
| ------------------- | ------------------------------------- |
| Lukáš Adamec        | Lenny Kravitz – Are U gonna go my way |
| Monika Povýšilová   | Christina Aguilera – Beautiful        |
| Klaudia Pappová     | Alicia Keys – Doesn’t mean anything   |
| Martin Kurc         | Seal – Crazy                          |
| Simona Fecková      | Elena Paparizou – My number one       |
| Martin Harich       | Robbie Williams – Come undone         |
| Alžběta Kolečkárová | Janis Joplin – Cry baby               |
| Petr Ševčík         | Ewan McGregor – Come what u may       |
| Gabriela Gunčíková  | Pink – U and your hand                |
| Matej Piňák         | Jamiroquai – Virtual Insanity         |
| Celeste Buckingham  | Joss Stone – You had me               |
| Michal Šeps         | Bob Marley – No woman no cry          |

#### TOP 10: „Česko Slovenské hity”
| Uczestnik           | Piosenka                               |
| ------------------- | -------------------------------------- |
| Lukáš Adamec        | Paľo Habera – Držím ti miesto          |
| Martin Kurc         | Karel Gott – Trezor                    |
| Simona Fecková      | Jana Kirschner – Modrá                 |
| Martin Harich       | IMT Smile – Ludia nie su zlí           |
| Alžběta Kolečkářová | Lucie Bíla – SMS                       |
| Petr Ševčík         | Oceán – Rachel                         |
| Gabriela Gunčíková  | B.S.P. – Země vzdálená                 |
| Matej Piňák         | Meky Žbirka – 22 dní                   |
| Celeste Buckingham  | Zuzana Smatanová – Nekráčaj predo mnou |
| Michal Šeps         | Natural (Czechy) – Já na to mám        |

#### TOP 8: „Tanečné hity”
| Uczestnik           | Piosenka                                                 |
| ------------------- | -------------------------------------------------------- |
| Lukáš Adamec        | Gnarls Barkley – Crazy                                   |
| Martin Kurc         | Ricky Martin – Livin La Vida Loca                        |
| Simona Fecková      | Madonna – Hung up                                        |
| Martin Harich       | Mika – Grace Kelly                                       |
| Alžběta Kolečkářová | George Michael – Pappa Was A Rolling Stone               |
| Petr Ševčík         | Enrique Iglesias – I like it                             |
| Gabriela Gunčíková  | Katy Perry – Firework                                    |
| Michal Šeps         | Israel “IZ” Kamakawiwo´ole – Somewhere over the rainboiw |

#### TOP 7: „Rock”
| Uczestnik           | Piosenka 1                             | Piosenka 2                                     |
| ------------------- | -------------------------------------- | ---------------------------------------------- |
| Lukáš Adamec        | Metallica – Whiskey in the Jar         | Extreme – More than words                      |
| Martin Kurc         | Jon Bon Jovi – It’s my life            | Bryan Adams – Everything I do, I do it for you |
| Martin Harich       | U2 – Beautiful day                     | Coldplay – Scientist                           |
| Alžběta Kolečkářová | Ozzy Osbourne – Dreamer                | Alanis Morissette – You oughta know            |
| Petr Ševčík         | AC/DC – Highway to hell                | Limp Bizkit – Behind blue eyes                 |
| Gabriela Gunčíková  | Aerosmith – I don’t wanna miss a thing | Europe – Final countdown                       |
| Michal Šeps         | Rolling Stones – Satisfaction          | Iron Man – Black Sabat                         |

#### TOP 6: „Písně vybrané Helenou Vondráčkovou &Duets”
| Alžběta Kolečkářová                       | Helena Vondráčková – A Ty se ptáš co já         |               |                            |
| Petr Ševčík                               | Phil Collins – You can’t hurry love             |               |                            |
| Michal Šeps                               | Kryštof – Obchodník s deštěm                    |               |                            |
| Lukáš Adamec                              | Tom Jones – It’s not unusual                    |               |                            |
| Gabriela Gunčíková                        | Helena Vondráčková – Lásko má já stůňu          |               |                            |
| Martin Kurc                               | Wham! – Wake me Up before U Go GoGo-            | Martin Harich | Beatles – Hard Day’s Night |
| Gabriela Gunčíková & Lukáš Adamec         | Eros Ramazzotti & Tina Turner – Cose della vita |               |                            |
| Alžběta Kolečkářová & Michal Šeps         | Sonny & Cher – I got you, baby                  |               |                            |
| Petr Ševčík & Martin Kurc & Martin Harich | Bryan Adams & Rod Stewart & Sting – All for one |               |                            |

#### TOP 5: „Lucie&Elán”
| Uczestnik          | Piosenka 1              | Piosenka 2                   |
| ------------------ | ----------------------- | ---------------------------- |
| Michal Šeps        | Lucie – Sen             | Elán – Kaskadér              |
| Petr Ševčík        | Elán – Neviem byť sám   | Lucie – Chci zas v tobě spát |
| Martin Harich      | Lucie – Šrouby do hlavy | Elán – Sestrička z Kramárov  |
| Gabriela Gunčíková | Elán – Čaba neblázni    | Lucie – Amerika              |
| Lukáš Adamec       | Lucie – Oheň            | Elán – Zlodej slnečníc       |

#### TOP 4: „ABBA&Queen”
| Uczestnik          | Piosenka 1                 | Piosenka 2                        |
| ------------------ | -------------------------- | --------------------------------- |
| Martin Harich      | ABBA – Waterloo            | Queen – We are the Champions      |
| Michal Šeps        | ABBA – Mamma Mia           | Queen – Mustapha                  |
| Lukáš Adamec       | ABBA – SOS                 | Queen – Somebody to love          |
| Gabriela Gunčíková | ABBA – Lay your love on me | Queen – Who wants to live forever |

#### TOP 3: „Miro Žbirka& unplugged”
| Uczestnik          | Piosenka 1                             | Piosenka 2                       | Piosenka 3                               |
| ------------------ | -------------------------------------- | -------------------------------- | ---------------------------------------- |
| Michal Šeps        | Miro Žbirka – Dr. Jekyll & Mr. Hyde    | Police – Englishman in New York  | Bob Marley – Roots rock reggae           |
| Gabriela Gunčíková | Miro Žbirka – Atlantída                | Roxette – Listen to your heart   | Tina Turner – We don’t need another hero |
| Lukáš Adamec       | Miro Žbirka – Balada o poľných vtákoch | Metallica – Nothing else matters | Foo fighters – Best of you               |

#### TOP 2: „GRAND finále”
| Uczestnik                         | Piosenka 1                          | Piosenka 2                                      | Piosenka 3                |
| --------------------------------- | ----------------------------------- | ----------------------------------------------- | ------------------------- |
| Gabriela Gunčíková                | Bon Jovi – Livin on a prayer        | Věra Špinarová – Jednoho dne se vrátíš          | Europe – Final countdown  |
| Lukáš Adamec                      | Red Hot Chilli Peppers – By the way | Spin doctors – Two princess                     | Vašo Patejdl – Nepriznaná |
| Gabriela Gunčíková & Lukáš Adamec | Frankie Valli – Grease              | Eros Ramazzotti & Tina Turner – Cose della vita |                           |